# São Francisco Xavier (bairro do Rio de Janeiro)
São Francisco Xavier é um bairro da Zona Norte do município do Rio de Janeiro.
Localiza-se entre os bairros do Rocha, Benfica, Mangueira, Maracanã e Vila Isabel. É separado deste último pela Serra do Engenho Novo, sendo o ultimo bairro da região do Grande Méier..
Seu IDH, em 2000, era de 0,800, o 94º melhor do município do Rio de Janeiro (analisado junto com a favela da Mangueira).
O bairro é estritamente residencial, constituído de casas e alguns condomínios de classe média e média/baixa.
É dividido em dois pela estação de trem São Francisco Xavier, inaugurada em 16 de maio de 1861 e atualmente operada pela Supervia. Nesta circulam os trens dos ramais de Deodoro (bairro do Rio de Janeiro), Santa Cruz (bairro do Rio de Janeiro) e Nova Iguaçu que vão até a região central da cidade.
Possui o centro de atendimento médico Policlínica Piquet Carneiro que é administrado pela UERJ desde 1995. Este era anteriormente denominado P.A.M. de São Francisco Xavier, que já foi o maior ambulatório da América Latina. Além deste, possui o Centro Municipal de Saúde Tia Alice e a Clínica da Família Dona Zica, ambos localizados dentro da Vila Olímpica da Mangueira, um projeto social que é referência internacional reconhecido pela Unesco.

## História

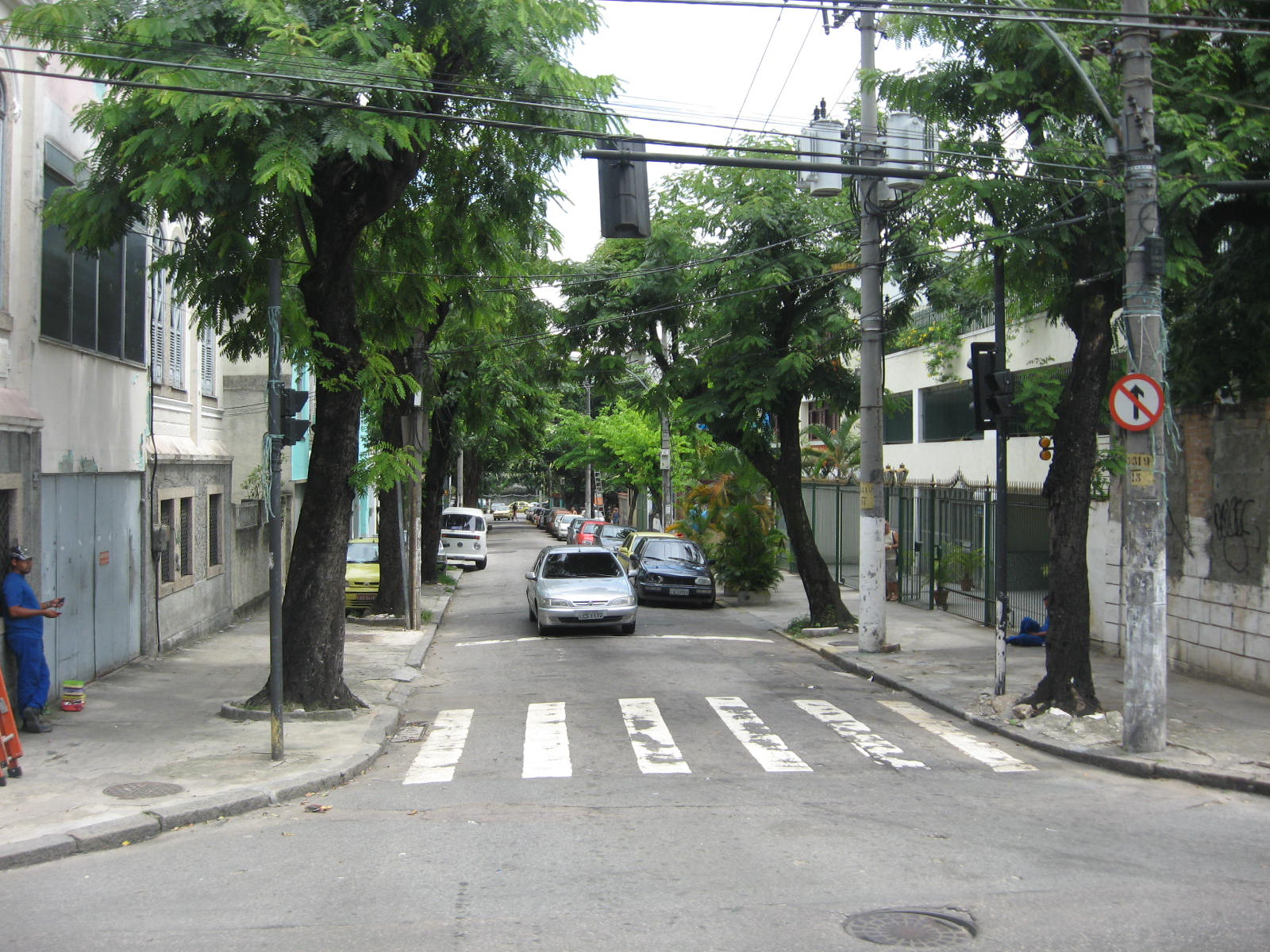
Bairro de São Francisco Xavier

O bairro foi fundado nas terras que pertenciam ao Engenho Novo dos Jesuítas (construído a partir de 1707) e no mesmo aconteceram alguns fatos históricos relevantes.
Um manifesto publicado, sem assinaturas, no Jornal do Commercio de 6 de março de 1847 foi o início da edificação do turfe no Rio de Janeiro. Dele originou-se a criação do “Club de Corridas” , uma sociedade anônima que adquiriu um terreno no bairro. Neste, instalou o “Prado Fluminense”, o primeiro hipódromo do Rio de Janeiro. Mesmo com a presença do Imperador Dom Pedro II do Brasil na inauguração, a empresa sobreviveu pouco mais de três anos e um dos seus idealizadores, Hans Wilhelm von Suckow, militar e empresário alemão conhecido como o Major Suckow, reembolsou os demais acionistas, tornando-se o possuidor de seu patrimônio imobiliário. Em 1912, uma equipe francesa da “Queen Aeroplane Company” faria a nossa primeira semana da aviação, usando o “Prado Fluminense” como ponto de decolagem para suas peripécias aéreas pela Cidade. anos depois, no lugar do “Prado Fluminense”, foi instalada uma unidade do Exército e uma garagem de ônibus, entre as ruas Bérgamo, Major Suckow, Dr. Garnier e Conselheiro Mayrink, parte dela pertencendo ao bairro vizinho do Rocha.
O viaduto Ana Neri, que liga São Francisco Xavier à benfica sobrepondo a linha férrea foi inaugurado com a presença do presidente da república Juscelino Kubitschek em 1956, religando a região depois do fechamento da da passagem de nível na linha férrea, eletrificada em 1945.

## Dados
O bairro de São Francisco Xavier faz parte região administrativa de Méier. Os bairros integrantes da região administrativa são: Abolição, Água Santa, Cachambi, Encantado, Engenho de Dentro, Engenho Novo, Jacaré, Lins de Vasconcelos, Méier, Piedade, Pilares, Riachuelo, Rocha, Sampaio, São Francisco Xavier e Todos os Santos.